# 佐々木薫
佐々木薫（ささき かおる、1962年7月18日 - ）は、日本の声優。埼玉県出身。クロスコール所属。

## 出演

### テレビアニメ
2015年
- アクエリオンロゴス #15（中年B）
- ルパン三世 (2015年TVシリーズ)（タクシー運転手）

2017年
- ロクでなし魔術講師と禁忌教典 #1（店主）

2018年
- ルパン三世 PART5（政治評論家）

### 吹き替え

#### 映画
- アイ・ソー・ザ・ライト
- アウェアネス 超能力覚醒
- アグネスと幸せのパズル
- あなたの旅立ち、綴ります（サム・シャーマン〈スティーヴン・カルプ〉）
- あの夜、マイアミで（ブラザー・カリーム〈ランス・レディック〉）
- アマンダ・ノックス（アマンダの父）
- アメリカン・アンダードッグ（マイク・マーツ）
- ある決闘 セントヘレナの掟
- イミテーション・ゲーム/エニグマと天才数学者の秘密（スタール巡査部長）
- インコーポレイテッド（ブラッドリー）
- ヴァチカンのエクソシスト
- ウォリアー（ロン・ジー）
- ウォンテッドマン（ブリンナー〈ケルシー・グラマー〉）
- エクソシスト3 ※Netflix版
- エスター ファースト・キル（守衛）
- オールド・ナイブス
- オットーという男（ジミー〈キャメロン・ブリットン〉）
- ガンパウダー・ミルクシェイク（ネイサン〈ポール・ジアマッティ〉[2]）
- クリードシリーズ
  - クリード 炎の宿敵（スティッチ）
  - クリード 過去の逆襲（マルセル）
- クロコダイル・ダンディー ※VOD版
- ザ・クリエイター/創造者（僧侶長[3]）
- ザ・バウンサー（ヤン・デッカー〈サム・ルーウィック〉）
- ザ・ギフト（ロン〈アダム・ラザール＝ホワイト〉）
- 地獄のコマンド（マット・ハンター〈チャック・ノリス〉[4]）※追加録音部分
- 7月22日
- 13人の命
- 人生スイッチ
- 戦場からのラブレター（校長）
- ダウントン・アビー（アルバート・メイソン〈ポール・コプリー〉[5]）
  - ダウントン・アビー/新たなる時代へ
- ダービーのゴーストカウンセリング
- 007 スペクター（神父〈アレッサンドロ・ブレサッネロ〉[6]）
- デトロイト（裁判長）
- ハドソン川の奇跡（ロブ・コロジェイ[7]）※ザ・シネマ版
- はちゃめちゃウェディング ～世界一の迷惑家族～（ヘンリク〈イザック・ド・バンコレ〉）
- ハッピー・デス・デイ（ジョン・トゥームズ）
  - ハッピー・デス・デイ 2U
- バディゲーム
- ハン・ソロ/スター・ウォーズ・ストーリー
- ヒトラー暗殺、13分の誤算（エーベルレ）
- フィフス・エレメント（警官[8]）※追加録音部分
- フランクおじさん
- ブリス -たどり着く世界-
- ブレイン・ゲーム（エリス〈ザンダー・バークレー〉）
- プロメテウス（ピーター・ウェイランド〈ガイ・ピアース〉[9]）※ザ・シネマ版
- フロントランナー（プローダー）
- ベツレヘム 哀しみの凶弾（アブ・ムサ）
- ボールを奪え パスを出せ/FCバルセロナ最強の証（ファビオ・カペッロ、グレアム・ハンター、マーク・イングラ）
- マイティ・マイツ ～12人の屈強な戦士たち～（ホーク〈ロバート・デュヴァル〉）
- マチルダ・ザ・ミュージカル
- ミートキュート 〜最高の日を何度でも〜
- ミスター・ピッグ
- ミセス・ハリス、パリへ行く（ミシェル〈ヴァンサン・マルタン〉）
- モンキーマン（バーバ・シャクティ〈マカランデ・デシュパンデ〉[10]）
- 夜に生きる
- リバティ・バランスを射った男（ケインタック）※VOD版
- リム・オブ・ザ・ワールド（キャンプ主任〈デヴィッド・テューン〉）
- ワンス・アポン・ア・タイム・イン・ハリウッド（ウィリアム[11]）
- ワンダーウーマン 1984（預言者[12]）

#### ドラマ
- インコーポレイテッド（ブラッドリー）
- ヴァイキング 〜海の覇者たち〜（オーラフ・アンベンド）
- オクニョ 運命の女（イ・ヒョソン）
- グッド・ファイト #2（マシュー）、#5（ヴォーン・イエンコ）
- The Good Cop/グッド・コップ #1（フィンチ）
- クリミナル・マインド シーズン12 #19 #20（バトラー）
- COLONY/コロニー シーズン2（番組レギュラー）
- TRUE DETECTIVE ロサンゼルス（バリス、レオニード）
- THIS IS US 36歳、これから シーズン2、3（グレーダー医師ほか）
- タイムレス
- ダウントン・アビー シーズン5（ロストフ、ヴァイナーほか）
- トム・クランシー/CIA分析官 ジャックライアン（ファーンスウォース）
- ナイトシフト 真夜中の救命医 シーズン3（フランシス、ゴンザレス）
- ナチ・ハンターズ シーズン1（マレー）
- ナイト・ オブ・キリング 失われた記憶（ハリー、デイ）
- HEROES REBORN/ヒーローズ・リボーン（マウリシオ神父）
- ファーゴ シーズン2（スタイン）
- THE BRIDGE/ブリッジ #7～#9（シェル）
- 不滅の恋人（番組レギュラー）
- THE BLACKLIST/ブラックリスト シーズン2～7（番組レギュラー）
- ベター・コール・ソウル シーズン1～5（番組レギュラー）
- マーベル・シネマティック・ユニバース（ヤン・ハイチン）
  - アイアン・フィスト
  - ルーク・ケイジ
- メディア王 〜華麗なる一族〜（サンディ・ファーネス〈ラリー・パイン〉）
- ROOTS/ルーツ（ウォロフの男、カールトン）

#### アニメ
- アーリーマン 〜ダグと仲間のキックオフ!〜

#### ボイスオーバー
- BS世界のドキュメンタリー
  - 人民と独裁者の夢宮殿（メトーディ・メトディエフ）
  - 偽りの後見人
  - 執事が見たイギリス王室（ヒューゴ・ヴィッカーズ）
  - 偽りのガリレオ（ホルスト・ブレーデカンプ）